# Santo Domingo (stacja metra)
Santo Domingo – stacja metra w Madrycie, na linii 2. Znajduje się w dzielnicy Centro, w Madrycie i zlokalizowana jest pomiędzy stacjami Noviciado a Ópera. Została otwarta 27 grudnia 1925.